# San Antonio (Intibucá)
San Antonio è un comune dell'Honduras facente parte del dipartimento di Intibucá.
Il comune risulta esistente come entità autonoma nel 1883, all'atto della creazione del distretto.